# Motor vzadu, pohon všech kol

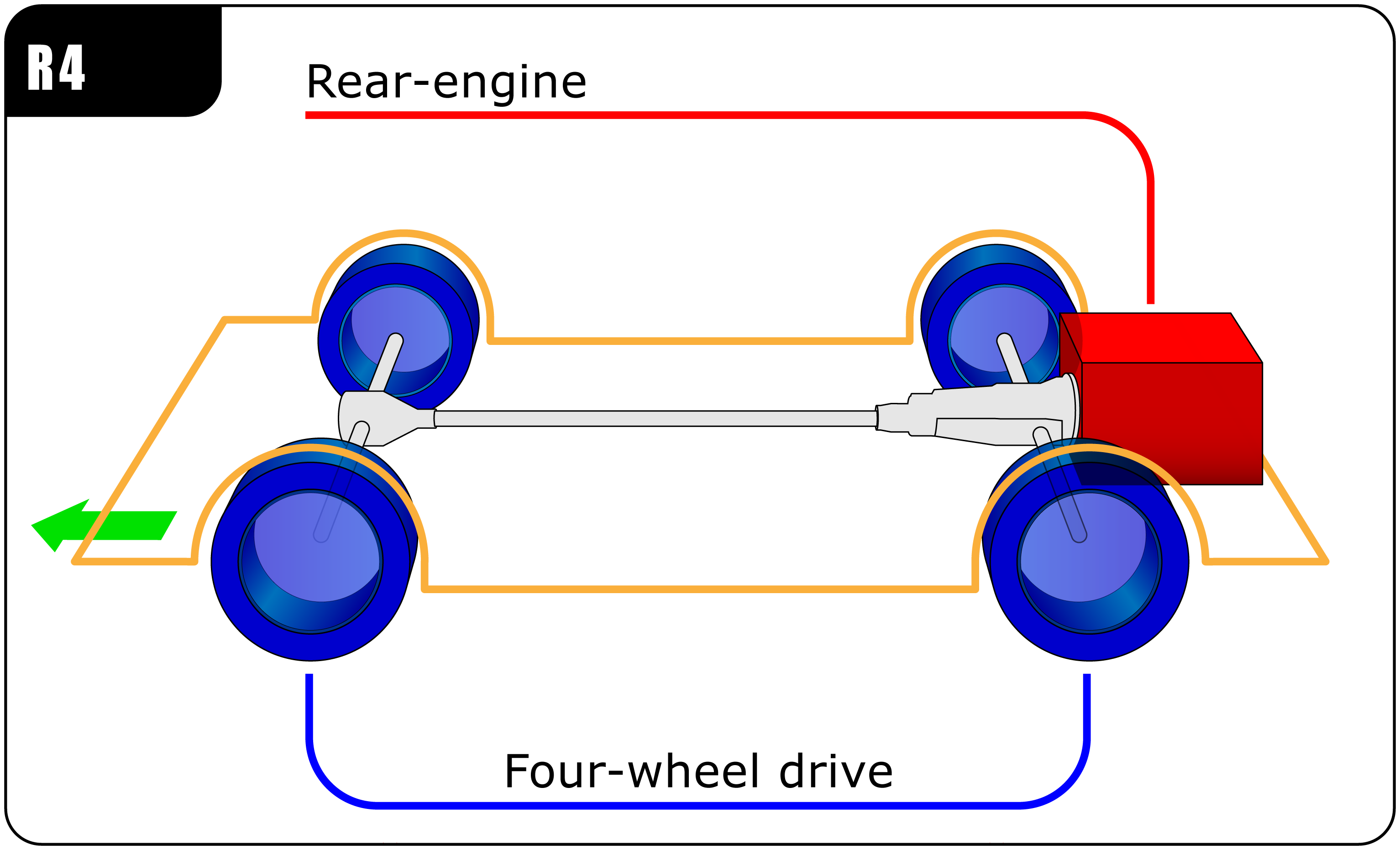
Schéma koncepce motor vzadu, pohon všech kol

Motor vzadu, pohon všech kol nebo R4 je koncepce uložení spalovacího motoru za zadní nápravu, který pohání všechna čtyři kola.
Toto uspořádání je voleno především ke zlepšení trakce nebo řízení stávajících uspořádání motor vzadu, zadní náhon (RR).
Mezi významné automobily používající toto uspořádání patří některé sportovní automobily Porsche, včetně 959 nebo 911 Turbo, které od svého představení, resp. představení turbodmychadlem přeplňované verze 993 z roku 1995 a představení modelu Carrera 4 spolu se sérií 964 v roce 1989.
Některé varianty automobilů Volkswagen Kübelwagen (vojenské vozidlo s motorem vzadu na základě Volkswagenu Brouk používané Německem během druhé světové války) byly vyráběny s pohonem všech kol, včetně variant Type 86, Type 87 , Type 98.